# Consiglio di Stato (Norvegia)
Il Consiglio di Stato della Norvegia (in bokmål: Norges statsråd ed in nynorsk: Statsråd) è sia il consiglio di gabinetto che quello del trono (consiglio reale, kongelig råd) del paese.

## Composizione
È composto dai ministri di stato e da almeno altri sette membri nominati dal re. Già nel 1884 il re aveva scelto i consiglieri da lui nominati tra i membri dello Storting, secondo una regola non scritta. Nel 2007 questa regola è stata sancita nella Sezione 15 della Costituzione della Norvegia. Ad eccezione del Primo ministro e del Ministro degli Esteri, i ministri norvegesi detengono anche il titolo di Consiglio di Stato (statsråd). La parola norvegese "stadsråd" designa sia il corpo che i suoi membri, simile alla parola tedesca "Stadtrat", ma differenziata dal genere grammaticale, statsrådet è neutro.
Il Consiglio di Stato si riunisce di norma sotto la presidenza del Re. La partecipazione è obbligatoria alle riunioni del Consiglio di Stato.

### Processo decisionale
Le decisioni del Consiglio di Stato sono considerate delibere regie, ma devono essere controfirmate dal Primo ministro o, in materia militare, dal Ministro della Difesa.

## Consiglio Ecclesiastico di Stato
Il Consiglio di Stato della Chiesa di Norvegia era l'organo supremo della Chiesa di Norvegia fino al 2012 ed era personalmente identico al Consiglio di Stato, i cui membri a loro volta dovevano essere membri di questa chiesa di stato. Nel 2011 è stato istituito il Presidente permanente dell'Assemblea dei Vescovi. Con la riforma costituzionale del 21 maggio 2012, Chiesa e Stato sono stati separati e i suoi poteri sono stati trasferiti al Consiglio della Chiesa (Kirkerådet), istituito nel 1969.